# Список мечетей Гянджи
Список мечетей Гянджи — перечень мечетей, расположенных в городе Гянджа Азербайджана.

## Легенда
Приводится: название мечети; дата основания; иллюстрация; другая информация.

## Список
| №   | Название мечети      | Дата основания | Информация | Изображение |
| 1.  | Мечеть шах Аббаса    | 1606 год       | Мечеть шах Аббаса, также известна как Джума мечеть, была построена по проекту архитектора Шейх Баха ад-Дин. В 2008 году здание мечети было капитально отреставрировано.                                                                     |             |
| 2.  | Мечеть Газахлар      | 1801-1802      | Мечеть была построена жителями Газахского района, прибывшими в Гянджу. Мечеть Газахлар была построена на основе плана мечети шаха Аббаса. Архитектор мечети неизвестен.                                                                     |             |
| 3.  | Мечеть Шахсевенлер   | 1882 год       | Здание мечети во время борьбы большевиков с религией, использовалось как государственная библиотека. В настоящее время функционирует в качестве мечети.                                                                                     |             |
| 4.  | Мечеть Гырыхлы       | XIX век        | Мечеть была построена в квартале Гырыхлы в Гяндже. Строительство мечети было реализовано за счет средств жителей квартала. Ныне мечеть является действующей.                                                                                |             |
| 5.  | Мечеть Озан          | 1884 год       | Мечеть Озан также известна под называнием мечеть Гаджи Аббаслы. Мечеть упоминается также в одном из номеров журнала «Молла Насреддин». Где говорится о том, что жители окрестностей квартала Озан собрали средства на ремонт здания мечети. |             |
| 6.  | Мечеть Гусейния      | 1825 год       | Согласно имеющейся китабе изначально мечеть называлась «Гусейния». Однако мечеть также известна под названием Татская. Ныне здание мечети функционирует в качестве библиотеки и носит имя поэта Низами Гянджеви.                            |             |
| 7.  | Мечеть Молладжалилли | 1815 год       | Мечеть квартала Молладжалилли. Ныне мечеть не функционирует. |             |
| 8.  | Мечеть Зарраби       | XIX век        | Здание мечети имеет два купола. Мечеть делилась на 3 части. Первая часть — молитвенный зал, вторая часть — веранда длиной 25 метров и небольшая служебная комната. В настоящее время мечеть не действующая.                                 |             |
| 9.  | Мечеть Хельфели      | 1884 год       | Ныне мечеть не функционирует. |             |
| 10. | Мечеть Багманлар     | 1884 год       | Мечеть квартала Бала Багман. В настоящее время здание используется Городским Департаментом Культуры и женским обществом Фатима Захра. |             |
| 11. | Мечеть Гызыл Гаджилы | 1877 год       | Мечеть квартала Гызыл Гаджилы. Ныне не функционирует в качестве мечети. |             |
| 12. | Мечеть Шарафханлы    | 1915 год       | Мечеть Шарафханлы была построена Мешади Молла Ибрагимом из рода Шарафханлы. Имеется купол. Это здание в настоящее время используется в качестве дома для брака                                                                              |             |